# Национальный стадион (Сьерра-Леоне)
Национальный стадион (англ. Jerry Baker Memorial Velodrome) — футбольный стадион, расположенный во Фритауне, столице Сьерра-Леоне.

## История
Был построен 18 апреля 1979 года на месте предыдущего стадиона назывался Рекри Стэдиум, который был полностью снесен в конце 70-х годов. Своё название получил в честь первого президента Сьерра-Леоне — Сиаки Стивенса, который подписал и утвердил бюджет строительства стадиона в 1979 году.
В 1992 году после переворота сменил своё название на Национальный стадион. В 2008 году болельщики призвали снова изменить название на стадион Сиака Стивенс, сославшись на отсутствие спортивных успехов после изменения.
Является самым большим и главным стадионом в Сьерра-Леоне. Вместимость составляет 45000 человек. Стадион принадлежит правительству Сьерра-Леоне и управляется Министерством спорта Сьерра-Леоне, которое технически является частью правительства Сьерра-Леоне. На нём проводит свои матчи сборная Сьерра-Леоне по футболу и несколько профессиональных футбольных клубов из Национальной премьер-лиги включая Ист Энд Лайонз.
Также стадион иногда используется как место проведения социальных, культурных, религиозных, политических и музыкальных развлечений. На нём обычно проходит инаугурация новоизбранного президента Сьерра-Леоне.